# Сердан де Тальяда, Томас
Томас Сердан де Тальяда (исп. Tomás Cerdán de Tallada, 1533, Хатива — 28 сентября 1614, Валенсия) — испанский юрист и политический писатель, гуманист.

## Биография
Родился в Хативе около 1530 года
Был личным другом испанских королей Филиппа II и Филиппа III. Учился в университете Валенсии. Между его учителей выделяются Хуан Хелида, Хуан Луис Вивес и Херонимо Муньос. Филипп III в 1604 году назначил его на должность регента Арагона.
Он был автором трактата, повествующего о посещении заключённых в тюрьмах, поэтому считается предтечей современного адвоката по уголовным делам, который взял себе должность «адвоката бедных». При поддержке сестры-монахини Маргарет Агульоны, подруги юности, он показал в своём отчёте постоянное жестокое обращение с заключенными, небольшую их безопасность, и плохие условия содержания.
Жил уединённо, в доме расположенном на усадьбе Молино, на окраине Мислаты, где позже была построена образцовая тюрьма Валенсии.
24 сентября 1614 года продиктовал завещание, при содействии архиепископа Исидоро Алиаги, а четыре дня спустя отошёл в вечность.

## Избранные труды
- Visita de la cárcel y de los presos (Valencia: Pedro de Huete, 1574)
- Verdadero gobierno de la Monarquía, tomado por su propio sugeto la conservación de la paz (1581)
- Veriloquium en reglas de Estado (1604)
- Repartimiento sumario de la jurisdicción de S.M. en el reino de Valencia (1611)
- Discurso en razón de abreviar pleitos (1613)